# 고사카촌 (이시카와현)
고사카촌(小坂村)은 이시카와현 가호쿠군에 존재했던 촌이다. 현재의 가나자와시 북동부에 위치한 지역으로 구 모리혼정의 남쪽에 인접한 지역이다.

## 역사
- 1907년 8월 10일 - 사카이촌, 나카구치촌, 가나가와촌, 고가네촌이 합병해 고가네촌이 성립하였다.
- 1936년 4월 1일 - 가나자와시에 편입되었다.
- 세대수 1,111세대, 인구 6,420명(모두 1920년 당시)

## 참고문헌
- 『角川日本地名大辞典 17 石川県』 - 角川書店
- 『書府太郎 石川県大百科事典改訂版』 - 北國新聞社
- 『金沢・町物語 町名の由来と人と事件の四百年』 - 能登印刷出版部